# Chamadja
Chamadja (hebräisch חֲמַדְיָה) ist ein 1939 gegründeter Kibbuz im Regionalverband Emek ha-Ma’ajanot im Nordbezirk Israels. Im Jahre 2018 wohnten im Ort 364 Menschen.

## Geschichte

Antiker See Lisan (ימת הלשון)

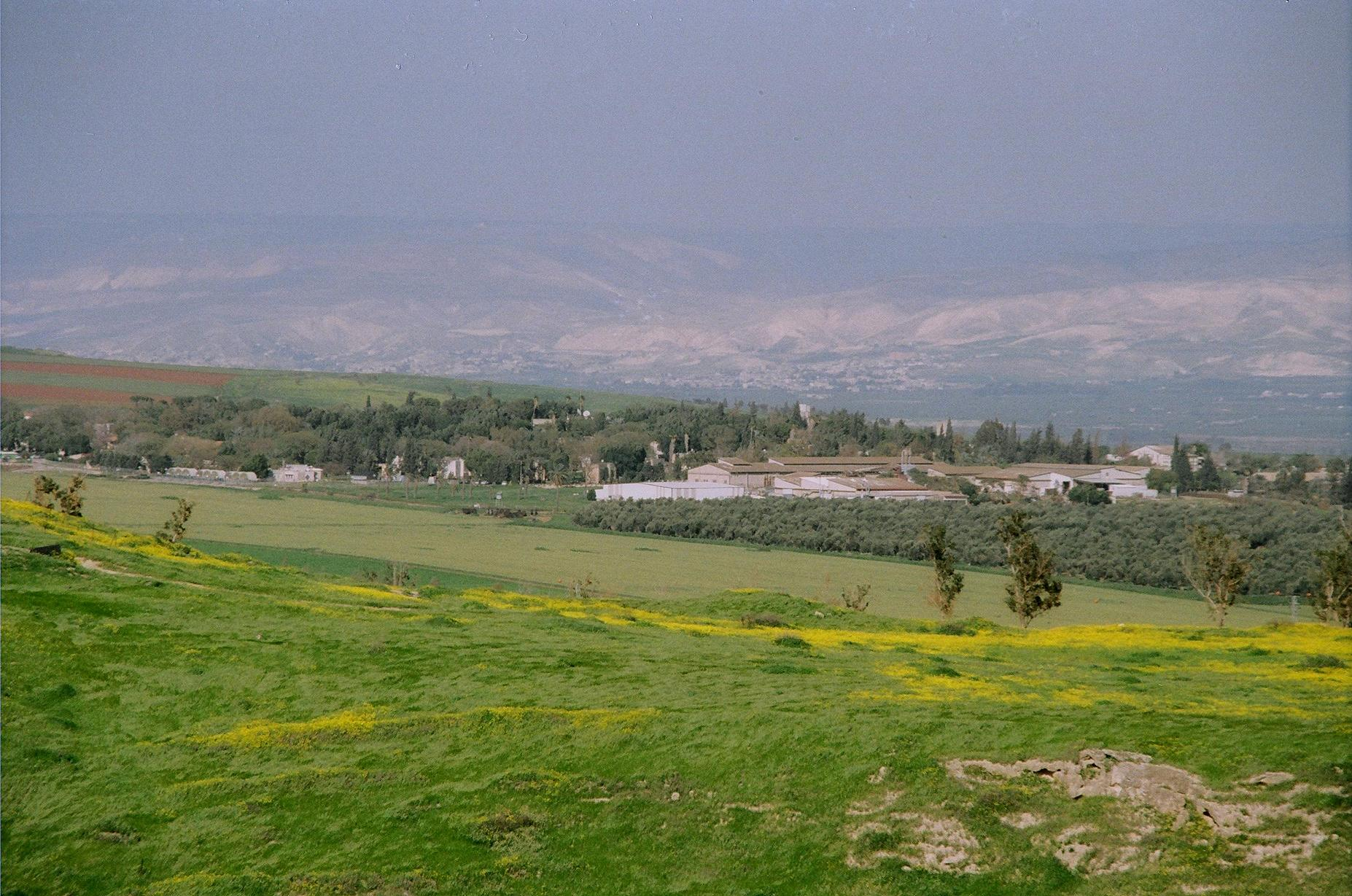
Der Kibbuz Chamadja

Der Name von Chamadja geht auf die alte Besiedlung von Tel Chamadja  (תל חמדיה) zurück. Die antike Siedlung bestand in der Zeit um 5400 v. Chr. und befand sich am Ufer des antiken See Lisan (ימת הלשון auch אגם הלשון oder ימת הירדן), einem Vorläufersee, der das Tote Meer und See Genezareth umfasste. Tel Chamadja ist heute eine archäologische Stätte, die erstmals im Jahre 1958 von N. Tzori im Kibbuz Chamadja entdeckt wurde. Weitere Grabungen erfolgten im Jahre 1964 von Jacob Kaplan. Gal Newo (גל נבו), ein israelischer Delphin- und Lagenschwimmer, wurde im Kibbuz Chamadja geboren.